# Пол Коркум
Пол Коркум (30 жовтня 1943 , Сент-Джон, Нью-Брансвік ) — канадійський учений. 
Праці здебільшого присвячені лазерній фізиці. 
Лауреат багатьох престижних премій.

## Кар'єра
В 1965 здобув ступінь бакалавра, в 1967 здобув ступінь магістра в Університеті Акадія. 
В 1972 здобув ступінь доктора філософії 
. 
Його дослідження призвели до створення аттосекундного лазера
.

## Нагороди та визнання
- 1996: член Королівського товариства Канади;
- 1996: золота медаль за досягнення в галузі фізики, Канадійська асоціація фізиків[7][8];
- 1999: премія Ейнштейна[8];
- 2003: медаль Золотого ювілею королеви Єлизавети II;
- 2003: медаль Торі[en] (Королівського товариства Канади)[7][8];
- 2005: премія з квантової електроніки IEEE[de];
- 2005: Медаль Чарлза Гарда Таунса
- 2005: член Лондонського Королівського Товариства
- 2006: премія Артура Шавлова з лазерної фізики[en];
- 2006 Премія Артура Шавлова з лазерних наук[en] (Американське фізичне товариство)[7][8];
- 2008: канадійська золота медаль Герхарда Герцберга[en][9];
- 2009: іноземний член Національної академії наук США[10]
- 2013: міжнародна премія короля Фейсала[11];
- 2013: премія Гарві;
- 2013: медаль прогресу (Королівське фотографічне товариство)[12];
- 2014: медаль Фредеріка Айвса;
- 2015: Велика золота медаль імені М. В. Ломоносова від Російської академії наук;
- 2016: член Російської академії наук;
- 2017: Королівська медаль[13];
- 2018: медаль Ісаака Ньютона від британського інституту фізики[14];
- 2018: Золота медаль SPIE[en];
- 2019: Премія Вілліса Лемба[de];
- 2019: почесний доктор Ростоцького університету[15];
- 2022: Премія Вольфа з фізики[16];
- член Австрійської академії наук

## Доробок
- Corkum PB (1993). Plasma perspective on strong field multiphoton ionization. Physical Review Letters. 71 (13): 1994—1997. Bibcode:1993PhRvL..71.1994C. doi:10.1103/PhysRevLett.71.1994. PMID 10054556.
- with N. H. Burnett, M. Y. Ivanov: Corkum, P. B.; Burnett, N. H.; Ivanov, M. Y. (1994). Subfemtosecond pulses. Optics Letters. 19 (22): 1870—1872. Bibcode:1994OptL...19.1870C. doi:10.1364/OL.19.001870. PMID 19855681.
- with H. Niikura, F. Legaré, R. Hasbani, M. Ivanov, D. Villeneuve: Niikura H, Légaré F, Hasbani R, Ivanov MY, Villeneuve DM, Corkum PB (2003). Probing molecular dynamics with attosecond resolution using correlated wave packet pairs. Nature. 421 (6925): 826—829. Bibcode:2003Natur.421..826N. doi:10.1038/nature01430. PMID 12594508. S2CID 4318208.
- with Ferenc Krausz: Corkum, P. B.; Krausz, Ferenc (2007). Attosecond Science. Nature Physics. 3 (6): 381—387. Bibcode:2007NatPh...3..381C. doi:10.1038/nphys620.
- with Chandrasekhar Joshi: Joshi, Chandrashekhar J.; Corkum, Paul (January 1995). Interaction of ultra-intense laser light with matter (PDF). Physics Today. 48 (1): 36. Bibcode:1995PhT....48a..36J. doi:10.1063/1.881451. Архів оригіналу (PDF) за 25 лютого 2014.
- with Donna Strickland: Strickland, D.; Corkum, P. B. (1994). Resistance of short pulses to self-focusing. JOSA B. 11 (3): 492—497. Bibcode:1994JOSAB..11..492S. doi:10.1364/JOSAB.11.000492.